# 31037 Mydon
31037 Mydon è un asteroide troiano di Giove del campo troiano. Scoperto nel 1996, presenta un'orbita caratterizzata da un semiasse maggiore pari a 5,2478354 UA e da un'eccentricità di 0,1300009, inclinata di 7,27660° rispetto all'eclittica.
L'asteroide è dedicato a Midone, il giovane scudiero e auriga del condottiero paflagone Pilemene, alleato di Priamo nella guerra di Troia.